# Pipkin Rock
Der Pipkin Rock (von englisch pipkin ‚Grapen‘) ist eine kleine und unvereiste Insel in der Marguerite Bay vor der Fallières-Küste des Grahamlands auf der Antarktischen Halbinsel. In der Gruppe der Faure-Inseln liegt sie nordöstlich von Dismal Island.
Teilnehmer der Fünften Französischen Antarktisexpedition (1908–1910) unter der Leitung des Polarforschers Jean-Baptiste Charcot entdeckten und kartierten die Faure-Inseln im Jahr 1909. Der Falkland Islands Dependencies Survey nahm 1949 Vermessungen vor und benannte die Insel wegen ihrer unbedeutenden Größe nach dem historischen Kochgeschirr.